# Sawitar
Sawitar (Pobudzacz, Słońce) – wedyjski bóg solarny, jeden z Aditjów, w Rygwedzie przedstawiany jako postać ze złota.
Był zarówno przewodnikiem zmarłych jak i dawcą długowieczności dla ludzi oraz nieśmiertelności dla bogów. Sprawował pieczę nad wschodami i zachodami Słońca oraz nad wodami i wiatrem.